# Боулдер-Сіті
Бо́улдер-Сі́ті (англ. Boulder City) — місто (англ. city) в США, в окрузі Кларк штату Невада. Населення — 14 885 осіб (2020). Знаходиться за 30 кілометрів від Лас-Вегаса.

## Історія
Боулдер-Сіті було збудовано Бюро розвитку США (англ. United States Bureau of Reclamation) з метою забезпечення місцем для ночівлі робітникам які будували Греблю Гувера у 1932–1935 роках Боулдер-Сіті отримало статус міста 4 січня 1960 року. Це одне з двох міст у Неваді, де заборонено ігровий бізнес.

## Географія
Боулдер-Сіті розташований за координатами 35°50′38″ пн. ш. 114°54′42″ зх. д. / 35.84389° пн. ш. 114.91167° зх. д. (35.843756, -114.911602).  За даними Бюро перепису населення США в 2010 році місто мало площу 540,16 км², з яких 540,08 км² — суходіл та 0,08 км² — водойми.

### Клімат
| Клімат : Боулдер-Сіті   | Клімат : Боулдер-Сіті | Клімат : Боулдер-Сіті | Клімат : Боулдер-Сіті | Клімат : Боулдер-Сіті | Клімат : Боулдер-Сіті | Клімат : Боулдер-Сіті | Клімат : Боулдер-Сіті | Клімат : Боулдер-Сіті | Клімат : Боулдер-Сіті | Клімат : Боулдер-Сіті | Клімат : Боулдер-Сіті | Клімат : Боулдер-Сіті | Клімат : Боулдер-Сіті |
| Показник                | Січ.                  | Лют.                  | Бер.                  | Квіт.                 | Трав.                 | Черв.                 | Лип.                  | Серп.                 | Вер.                  | Жовт.                 | Лист.                 | Груд.                 | Рік                   |
| Абсолютний максимум, °C | 23,9                  | 30,0                  | 32,8                  | 36,1                  | 43,9                  | 45,6                  | 47,2                  | 44,4                  | 43,3                  | 37,8                  | 32,2                  | 25,6                  | 47,2                  |
| Середній максимум, °C   | 12,5                  | 15,5                  | 19,8                  | 24,7                  | 29,9                  | 35,5                  | 38,7                  | 37,5                  | 33,7                  | 26,6                  | 18,1                  | 13,1                  | 25,4                  |
| Середній мінімум, °C    | 3,7                   | 5,7                   | 8,3                   | 12,1                  | 16,6                  | 21,3                  | 24,8                  | 24,1                  | 20,6                  | 14,7                  | 8,1                   | 4,3                   | 13,7                  |
| Абсолютний мінімум, °C  | −11,7                 | −11,1                 | −3,9                  | −0,6                  | 2,8                   | 5,0                   | 13,3                  | 15,0                  | 6,1                   | −1,1                  | −3,3                  | −12,8                 | −12,8                 |
| Норма опадів, мм        | 17                    | 16                    | 17                    | 9                     | 5                     | 2                     | 12                    | 18                    | 13                    | 8                     | 11                    | 13                    | 141                   |
| Днів з опадами          | 3                     | 4                     | 4                     | 2                     | 1                     | 1                     | 3                     | 3                     | 2                     | 2                     | 2                     | 3                     | 30,0                  |
| ----------------------- | --------------------- | --------------------- | --------------------- | --------------------- | --------------------- | --------------------- | --------------------- | --------------------- | --------------------- | --------------------- | --------------------- | --------------------- | --------------------- |
| Джерело: WRCC           |                       |                       |                       |                       |                       |                       |                       |                       |                       |                       |                       |                       |                       |

## Демографія
Згідно з переписом 2010 року, у місті мешкали 15 023 особи в 6492 домогосподарствах у складі 4049 родин. Густота населення становила 28 осіб/км².  Було 7412 помешкання (14/км²).
Расовий склад населення:
| - 92,3 % — білих - 1,1 % — азіатів - 0,9 % — чорних або афроамериканців - 0,8 % — корінних американців - 0,3 % — вихідців з тихоокеанських островів - 1,6 % — осіб інших рас |

До двох чи більше рас належало 3,0 %. Частка іспаномовних становила 7,1 % від усіх жителів.
За віковим діапазоном населення розподілялося таким чином: 18,7 % — особи молодші 18 років, 56,1 % — особи у віці 18—64 років, 25,2 % — особи у віці 65 років та старші. Медіана віку мешканця становила 49,9 року. На 100 осіб жіночої статі у місті припадало 99,1 чоловіків;  на 100 жінок у віці від 18 років та старших — 97,2 чоловіків також старших 18 років.
Середній дохід на одне домашнє господарство  становив 71 740 доларів США (медіана — 56 405), а середній дохід на одну сім'ю — 88 053 долари (медіана — 67 030). Медіана доходів становила 53 220 доларів для чоловіків та 41 821 долар для жінок. За межею бідності перебувало 10,3 % осіб, у тому числі 11,7 % дітей у віці до 18 років та 8,7 % осіб у віці 65 років та старших.
Цивільне працевлаштоване населення становило 6175 осіб. Основні галузі зайнятості: мистецтво, розваги та відпочинок — 22,5 %, освіта, охорона здоров'я та соціальна допомога — 14,0 %, роздрібна торгівля — 11,1 %, науковці, спеціалісти, менеджери — 10,1 %.